# Johnny Cash is Coming to Town
Johnny Cash is Coming to Town es el trigesimoquinto álbum del cantante country Johnny Cash lanzado en 1987 bajo el sello Mercury. Este álbum es el primero que Cash lanza en ese sello disquero, fue reeditado en el 2003 y combinado con el álbum Boom Chicka Boom.

Del álbum se destacan las canciones "Sixteen Tons", "The Big Light" y "Let Him Roll" que son covers de los artistas Tennessee Ernie Ford, Elvis Costello y Guy Clark respectivamente. El álbum llegó hasta el lugar 36 mientras que el único sencillo publicitario "The Night Hank Williams Came to Town" llegó hasta el lugar 43.

## Canciones
1. The Big Light – 2:41
(Elvis Costello)
2. Ballad of Barbara – 4:21
(Cash)
3. I'd Rather Have You – 3:11
(Cash)
4. Let Him Roll – 4:29
(Guy Clark)
5. The Night Hank Williams Came to Town (Con Waylon Jennings) – 3:24
(Bobby Braddock y Charlie Williams)
6. Sixteen Tons – 2:46
(Merle Travis)
7. A Letters from Home – 3:21
(John Crowley y Jack Routh)
8. W. Lee O'Daniel and the Light Crust Doughboys – 2:46
(James Talley)
9. Heavy Metal (Don't Mean Rock and Roll to Me) – 2:50
(Clark y Jim McBride)
10. My Ship Will Sail – 2:46
(Allen Reynolds)

## Posición en listas
Álbum - Billboard (América del Norte)
| Año  | Tabla           | Posición |
| ---- | --------------- | -------- |
| 1987 | Álbumes Country | 36       |

Canciones - Billboard (América del Norte)
| Año  | Canción                                | Tabla             | Posición |
| ---- | -------------------------------------- | ----------------- | -------- |
| 1987 | "The Night Hank Williams Came to Town" | Canciones Country | 43       |